# Викторија Шварц
Виктирија Вики Шварц (Линц, 2. јул 1985) је аустријска спринт кајакашица, која се такмичи од средине 2000-их у кајаку двоседу (К-2). 
До 2007. веслала је у пару са Петром Шлицер са којом је од 10 А финала у дисциплинама К-2 200 м и К-2 500 м на светским и европским првенствима само на 2005. у Загребу, освојила сребрну медаљу.
После 2007. Викторија Шварц је веслала у пару са Ивоном Шуринг у истим дисциплинама, али више успеха имале су у К-2 500 метара. Постале су светске првакиње 2011. у Сегедину. Учествовале су на више светских првенстава, а успех су још постигле 2010. у Познању када су биле треће.
На Летњим олимпијским играма учествовале су два пута 2008. у Пекингу (девете) и 2012. у Лондону (пете).
Године 2006. добила је сребрну медаљу за заслуге у спорту, коју додељује Република Аустрија.